# Dugi otok

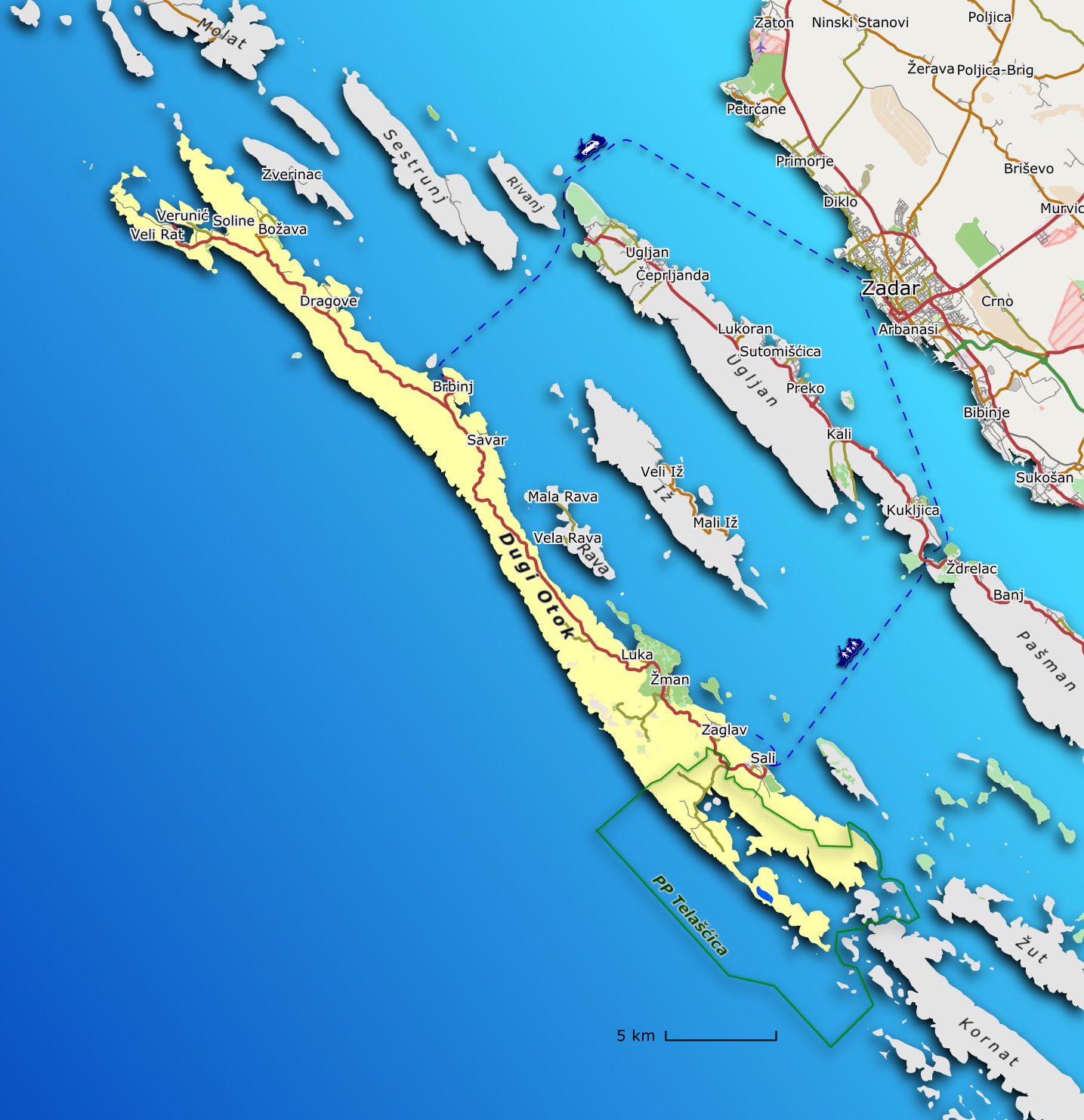
Spojení se sousedními ostrovy

Dugi otok (italsky Isola Lunga, v překladu do češtiny Dlouhý ostrov) je ostrov v Jaderském moři, který administrativně patří k Zadarské župě v Chorvatsku. Na ostrově žije 1 772 obyvatel (2021).

## Geografie
S rozlohou 113,31 km² je sedmým největším chorvatským ostrovem. Na délku měří 43 km a široký je maximálně 4,6 km. Nejvyšším bodem je Vela Straža o nadmořské výšce 338 m. Na ostrově je třináct vesnic: Sali je hlavním sídlem ostrova, dále Zaglav, Žman, Luka, Savar, Brbinj, Dragove, Božava, Soline, Verunić a Veli Rat.

## Název a historie

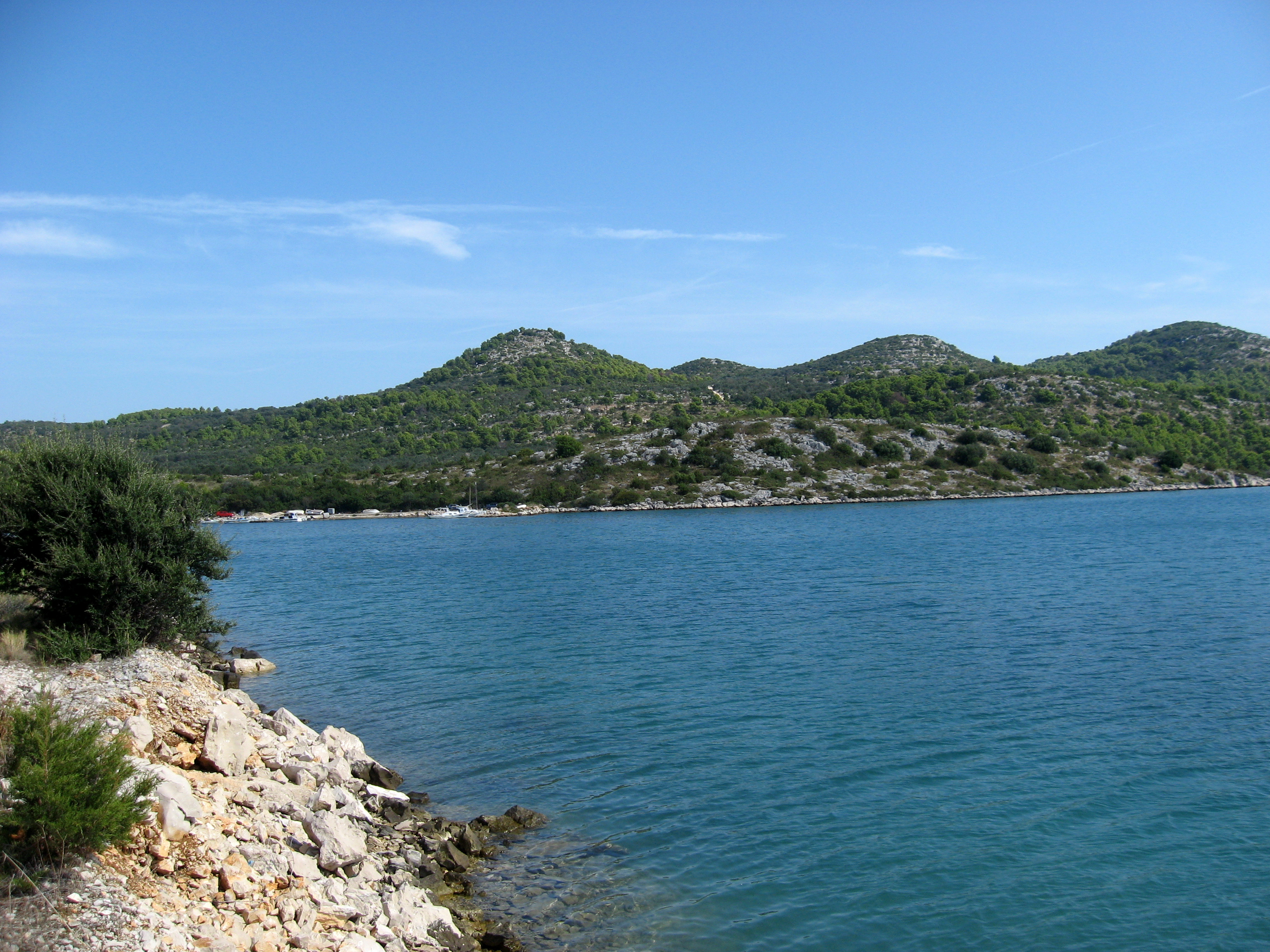
Mořská zátoka v přírodním parku Telašcica

Ostrov byl podle archeologických nálezů osídlen již v době římské. První písemná zpráva pochází z 10. století z kroniky byzantského císaře Konstantina VII. Porfyrogenneta De administrando imperio a ostrov se v ní nazývá Pizuh. V 11. století se objevuje latinský název Insula Tilagus, později ještě Insula Magna, Insula Tilago nebo Insula Maior. Z této doby pocházejí základy dvou nejstarších byzantských kostelů. Asi od počátku 15. století se ustálilo italské označení Isola Lunga a podle něj chorvatské Dugi otok. Souvislé osídlení se dlouho nedařilo udržet kvůli nedostatku pitné vody, přestože ostrov byl vybaven cisternami na dešťovou vodu. Teprve kolem roku 1600 je zaznamenáno kolem 1500 obyvatel. 

## Pamětihodnosti
- Maják Veli Rat (na severozápadním cípu ostrova) - nyní slouží jako ubytovací zařízení
- Vojenská pevnost z 1. světové války
- Slané jezero
- Základy byzantského kostela svatého Viktora z Alexandrie
- Byzantský kostel svatého poustevníka Peregrina, Savar
- Byzantský kostel Nanebevzetí Panny Marie, Sali

## Současnost
Ostrov je chráněnou přírodní rezervací, ve které je povoleno stavět jen na vybraných lokalitách a pouze malé domky, výstavba výškových budov a hotelů není povolena. Většina obyvatel zde přebývá v sezóně a je zaměstnána ve službách a turistickém ruchu.

## Doprava
Na ostrově je provozována místní autobusová doprava, přístav je trajektem spojen se Zadarem. 

## Galerie

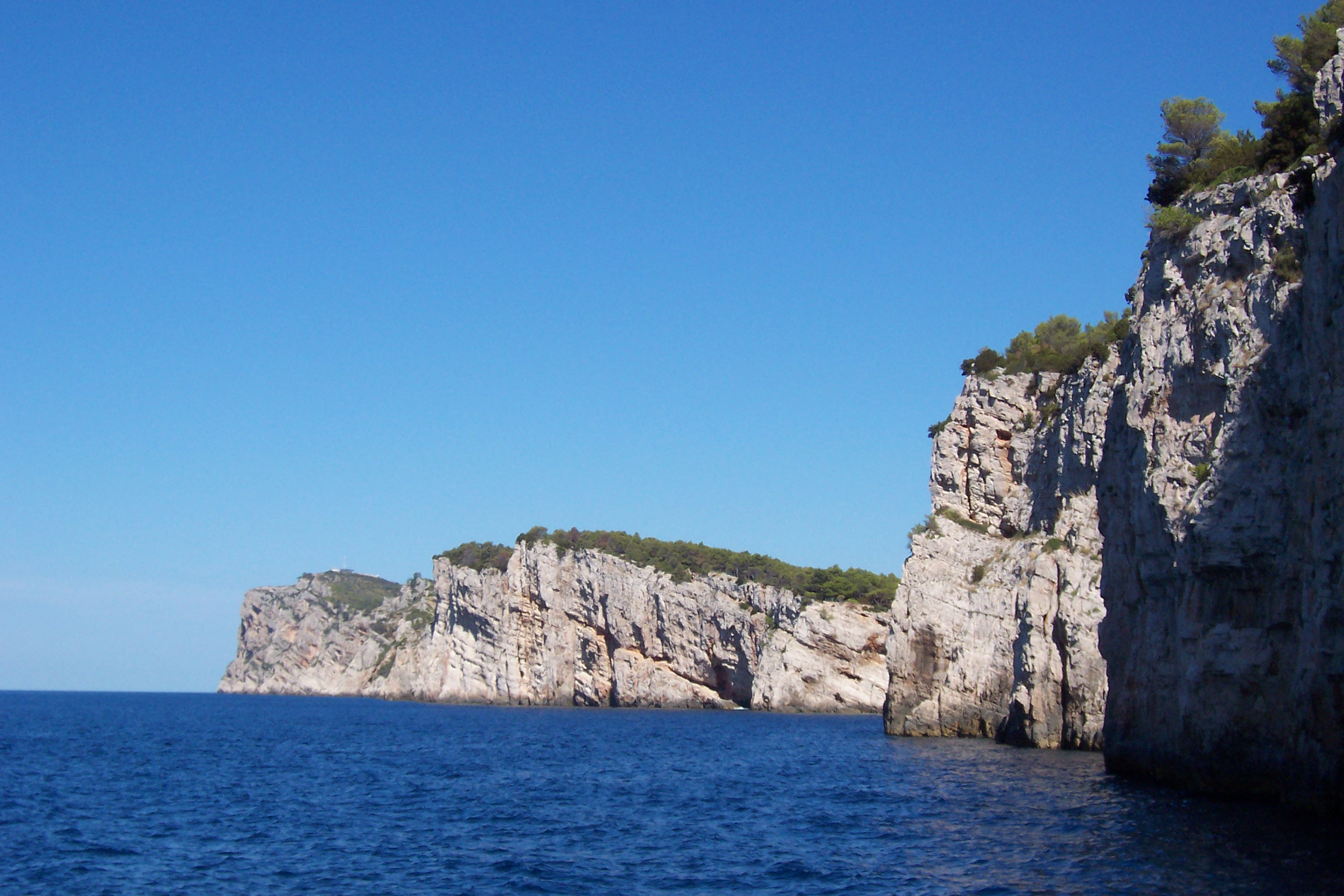
Skály na pobřeží
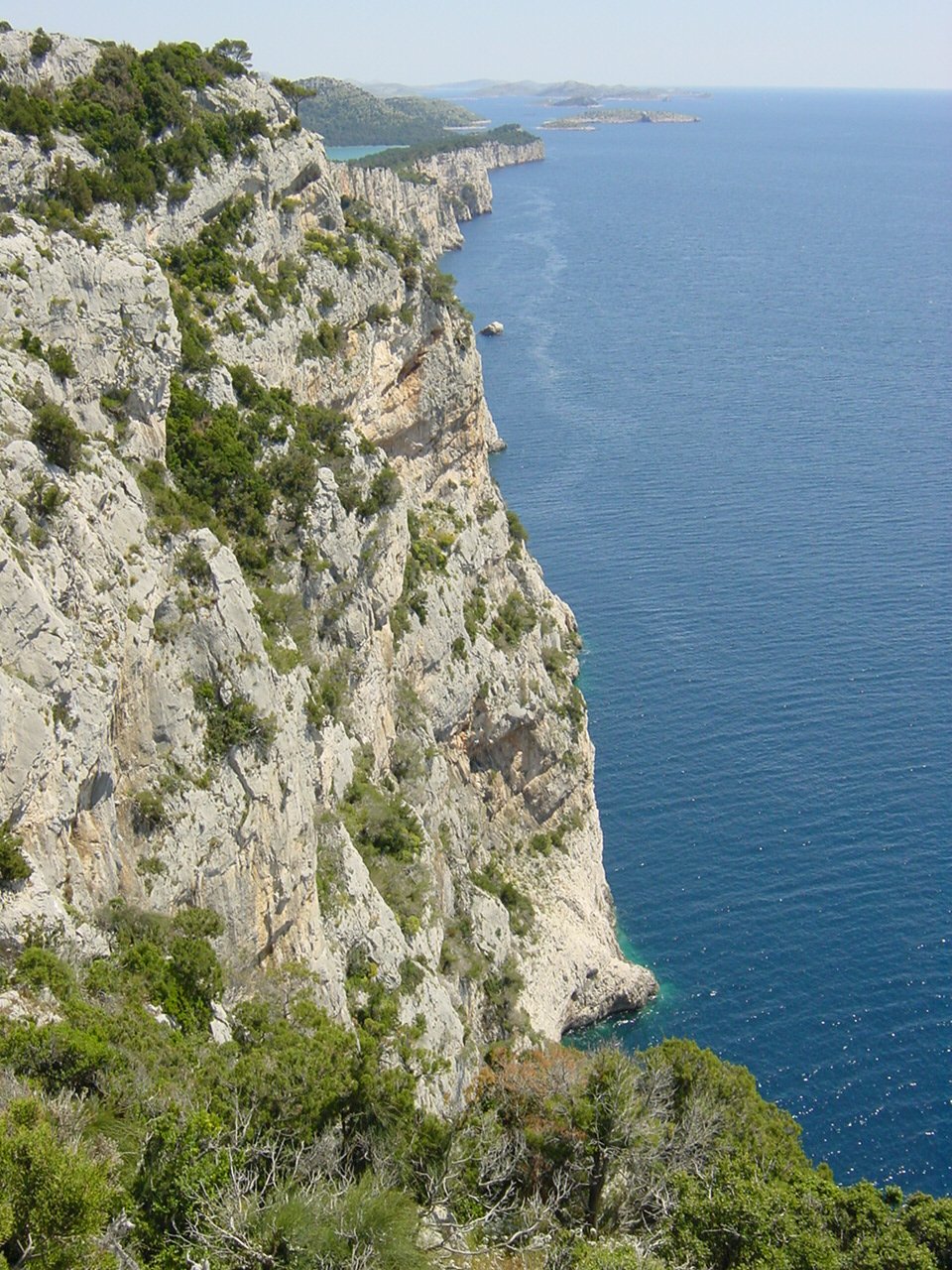
Pobřeží
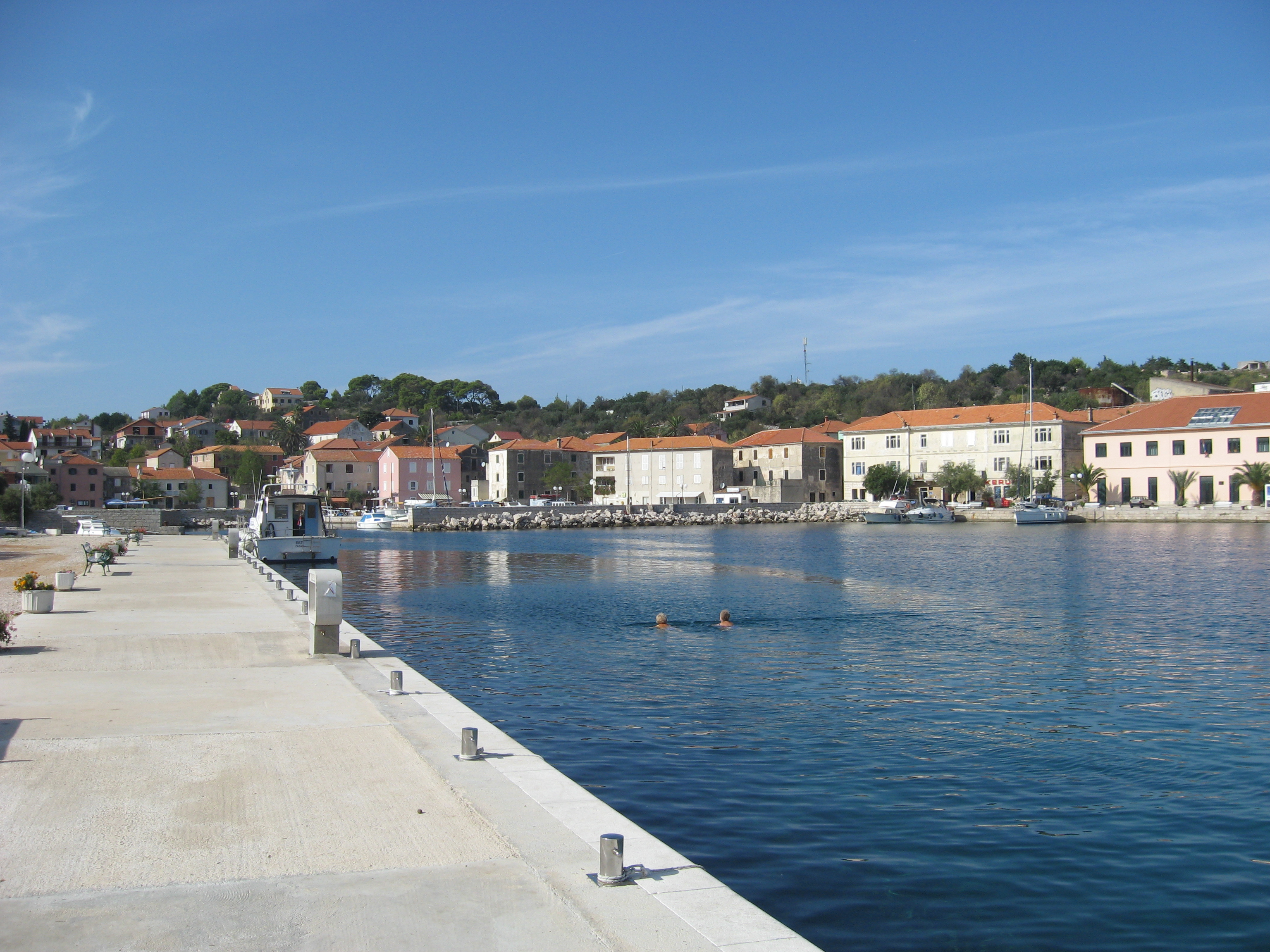
Přístav Sali
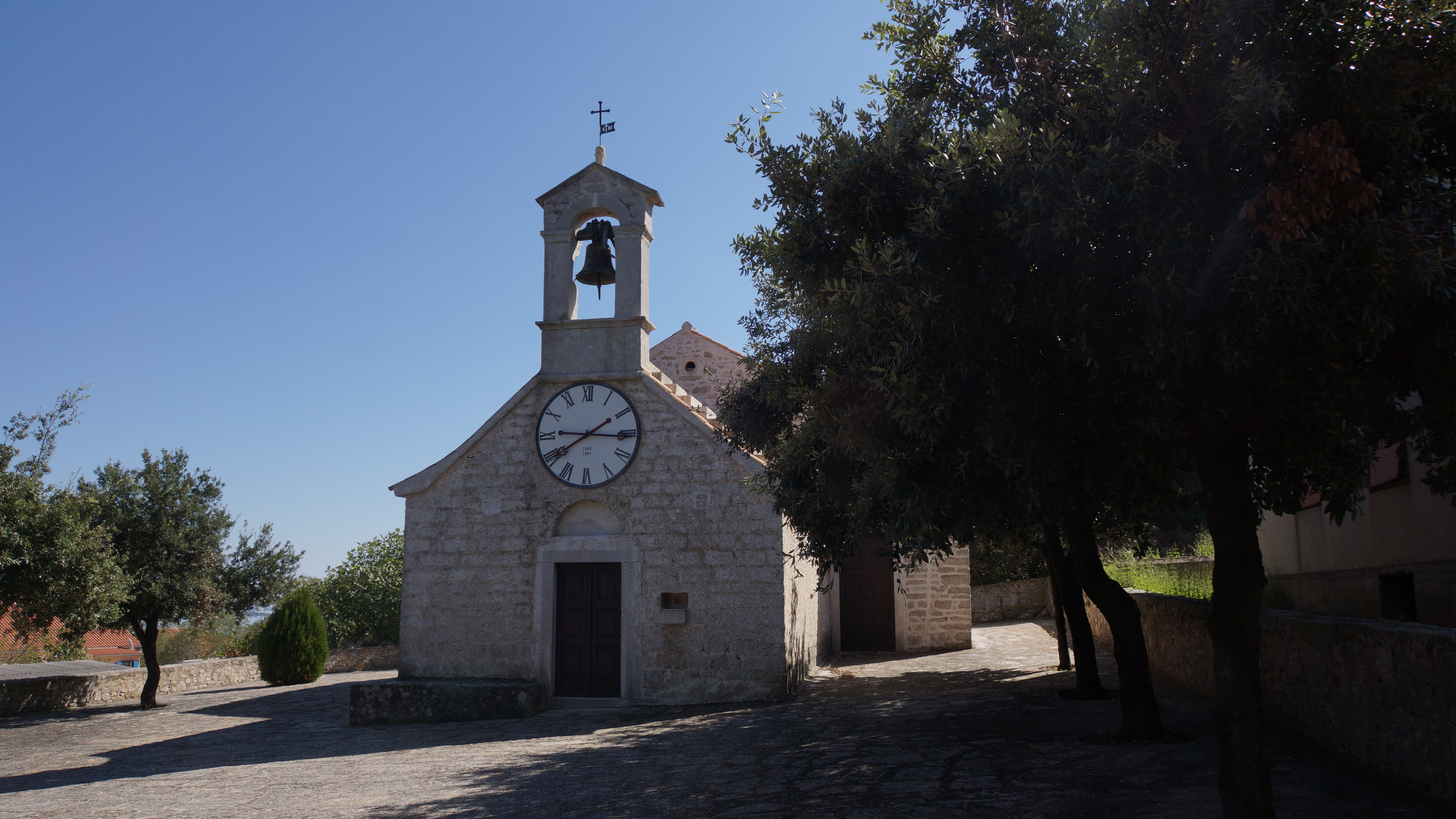
Kaple sv. Rocha v Sali
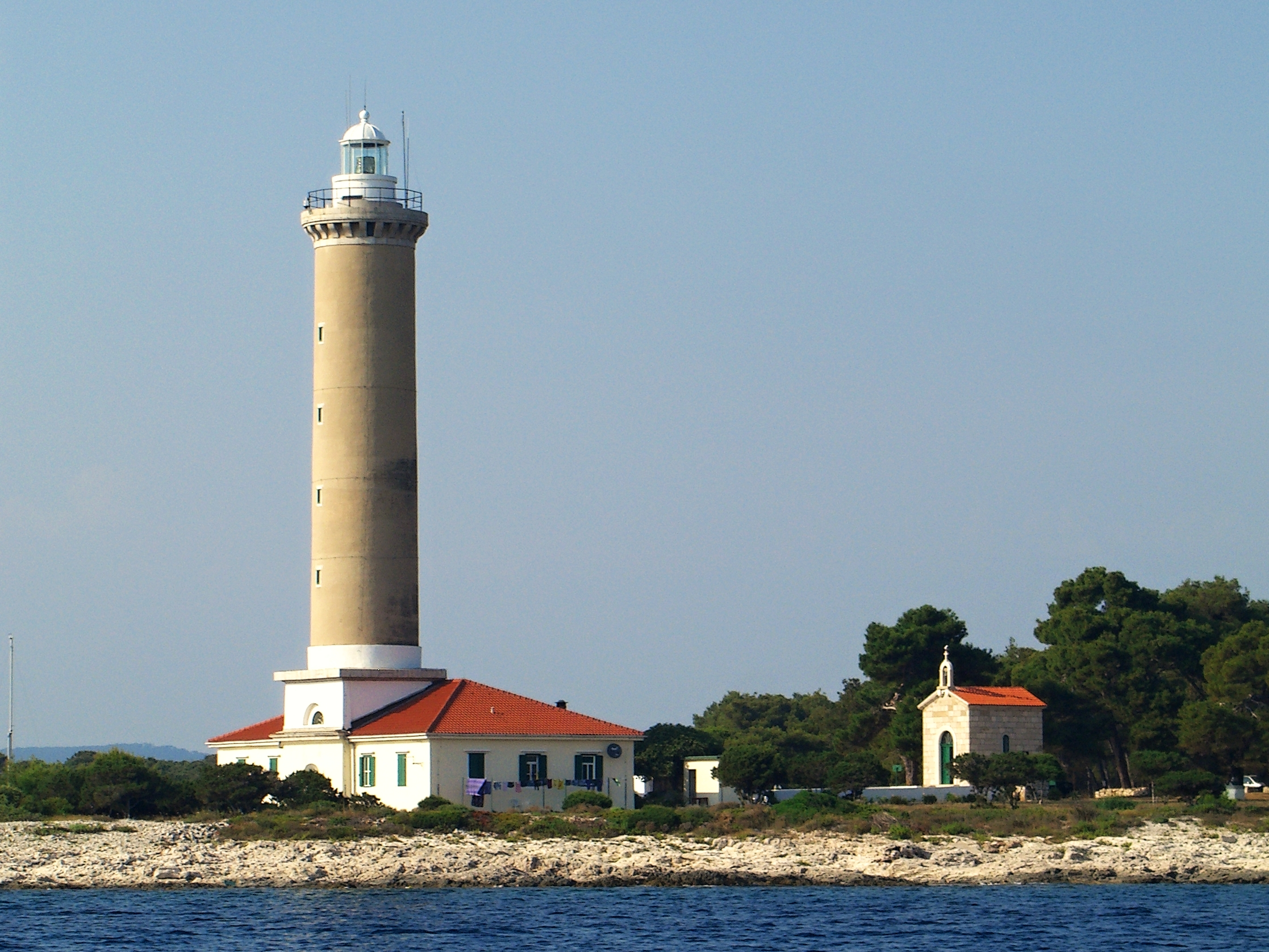
Veli Rat - maják
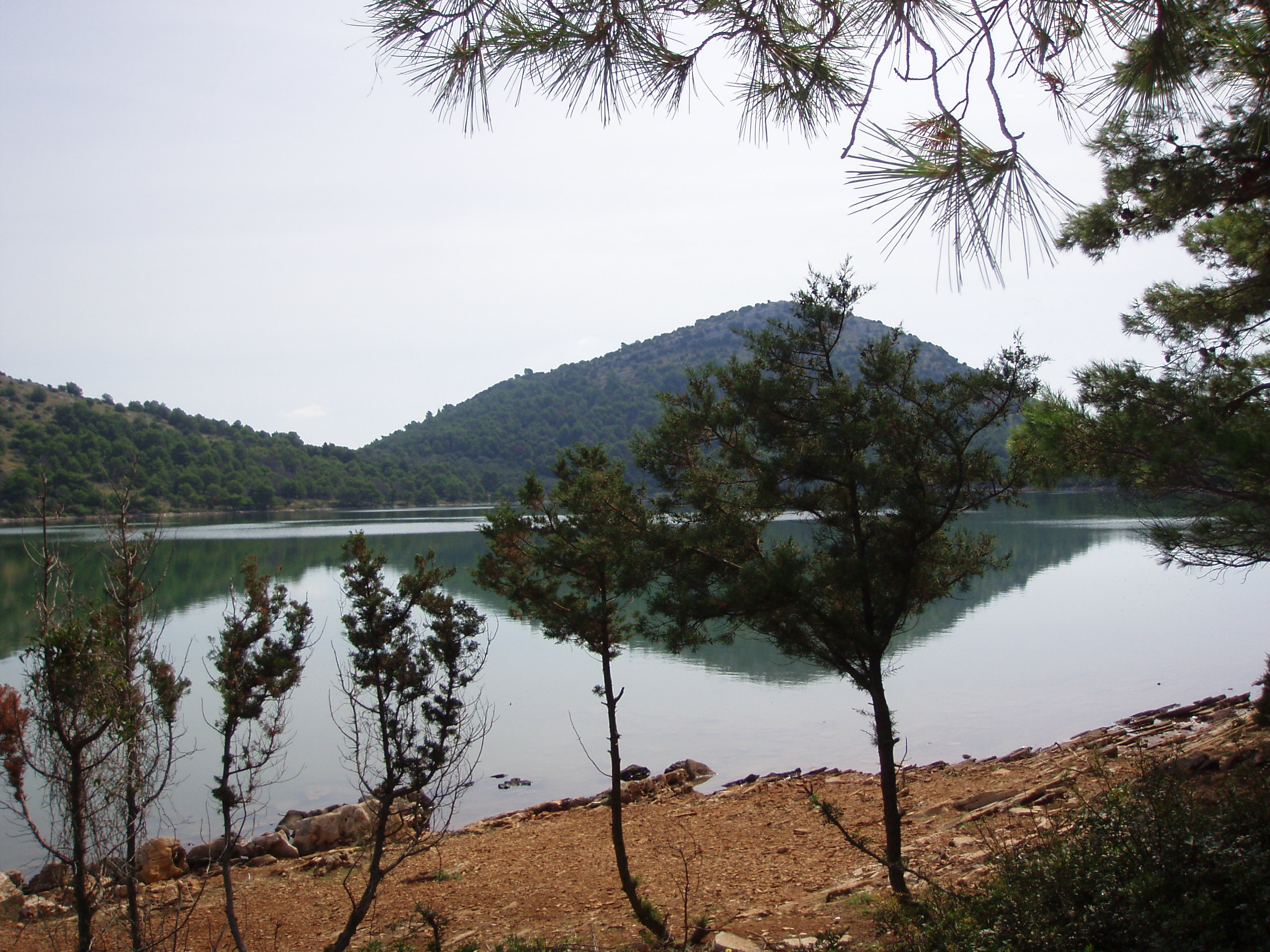
Slané jezero, Telašćica
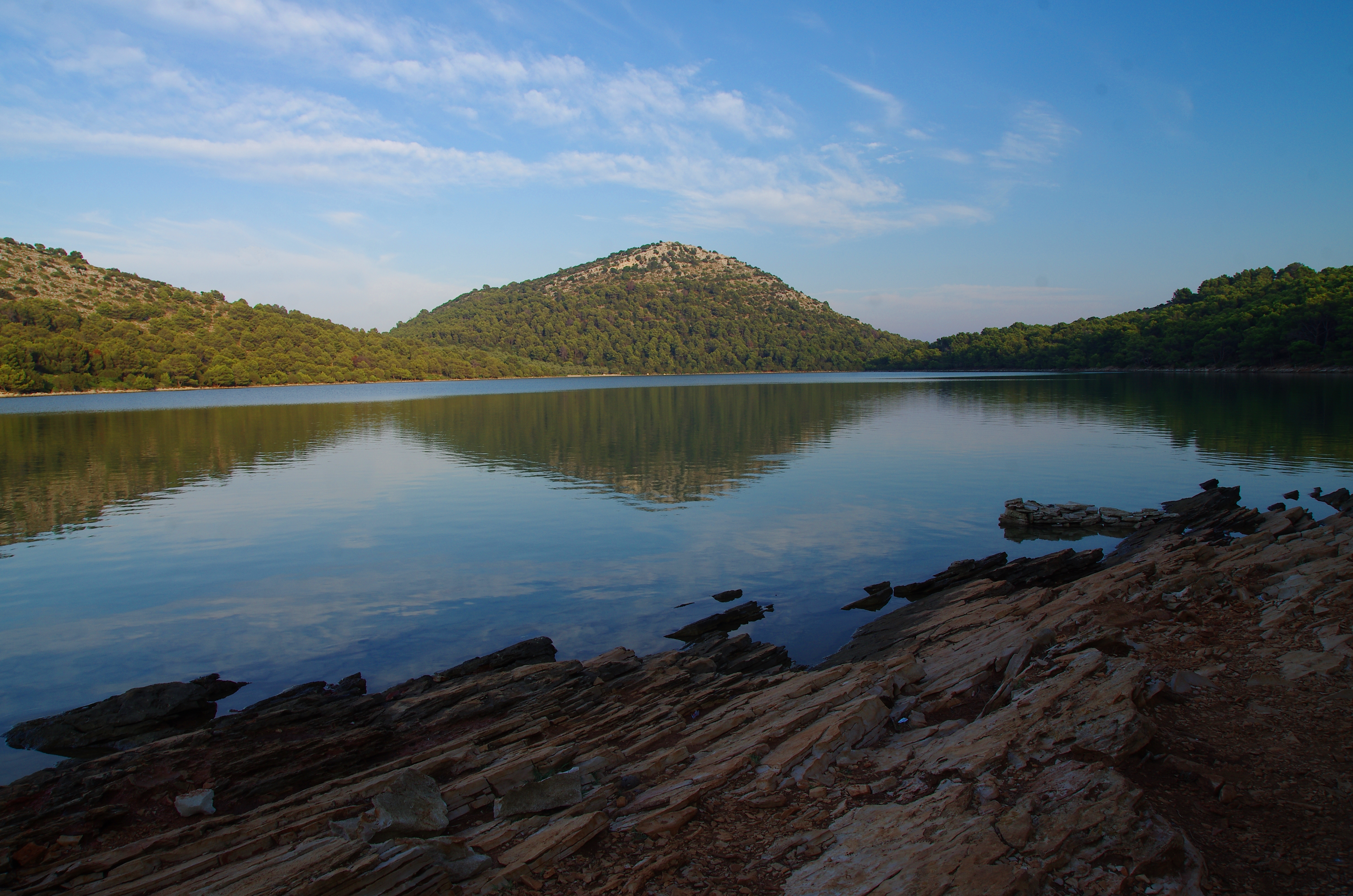
Slané jezero